# Corydoras amphibelus
Corydoras amphibelus Cope, 1872 è un pesce d'acqua dolce appartenente alla famiglia Callichthyidae. Questa specie sembra essere molto rara e l'olotipo è forse andato perduto.

## Distribuzione e habitat
Proviene dal Perù (Ampiyacu, nel bacino del Rio delle Amazzoni).

## Descrizione
L'olotipo misurava quasi 3 cm e probabilmente si trattava di un esemplare giovanile. È stato descritto come simile a Corydoras zygatus.

## Biologia
Sconosciuta.